# Joan Leslie

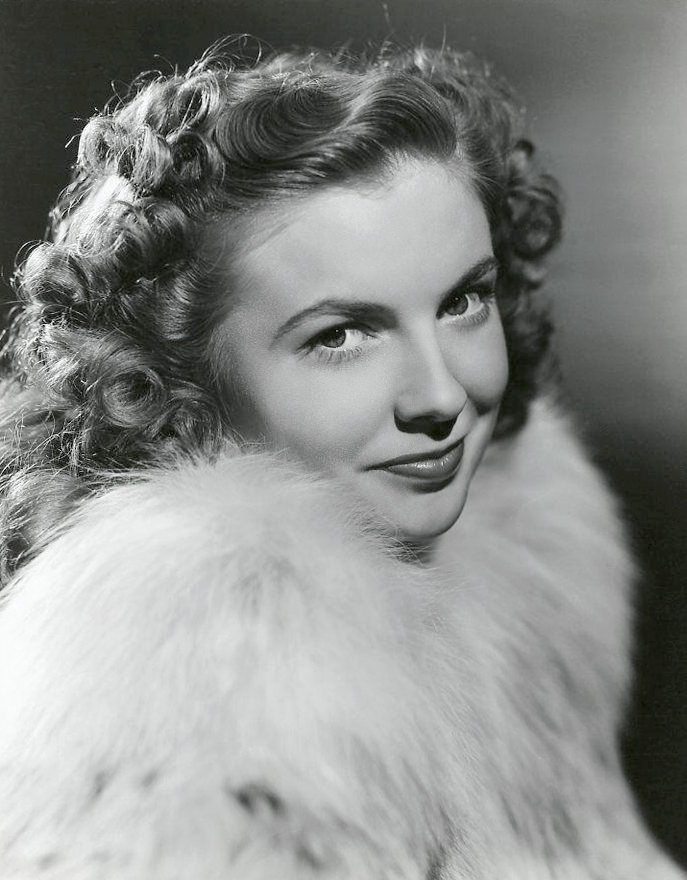
Joan Leslie

Joan Leslie Caldwell (* 26. Januar 1925 in Detroit, Michigan, als Joan Agnes Theresa Sadie Brodel; † 12. Oktober 2015 in Los Angeles, Kalifornien) war eine US-amerikanische Schauspielerin. Sie spielte Hauptrollen in den Oscar-prämierten Filmen Sergeant York und Yankee Doodle Dandy.

## Leben
Joan Brodel, die jüngste Tochter eines Bankangestellten und einer Pianistin, trat schon als Dreijährige auf Theaterbühnen auf. Sie lernte verschiedene Instrumente von ihrer Mutter. Als der Vater seine Arbeit während der Great Depression verlor, tourte Brodel mit ihren beiden älteren Schwestern unter dem Namen The Brodel Sisters auf verschiedenen Vaudeville-Bühnen in den Vereinigten Staaten und Kanada. Ihre beiden Schwestern Mary (1916–2015) und Betty Brodel (1920–2024) hatten beide später kurze Filmkarrieren, die aber weit weniger erfolgreich als die ihrer jüngsten Schwester verliefen.
1936 erhielt die elfjährige Joan einen ersten Filmvertrag bei MGM und spielte unter anderem eine kleine Rolle neben Greta Garbo in George Cukors Die Kameliendame. Bis 1940 war sie in kleineren Kinderrollen bei verschiedenen Studios zu sehen, ohne dabei jedoch ihren Durchbruch zu erzielen. Nebenbei trat sie auch im Radio auf und arbeitete als Model. 1939 hatte sie an der Seite von Ann Sheridan ihre erste bedeutendere Rolle im Film Winter Carnival. Nach ihrem Wechsel zu Warner Brothers änderte sie ihren Namen in Joan Leslie, da Warner Brothers fand, dass ihr Geburtsname Joan Brodel eine zu große Ähnlichkeit mit dem von Joan Blondell hatte.
Zum Filmstar avancierte sie im Jahr 1941 in der Rolle des verkrüppelten Mädchens Velma in dem Film Entscheidung in der Sierra an der Seite von Humphrey Bogart und Ida Lupino. Ebenfalls 1941 wurde Leslie in der Filmbiografie Sergeant York von Regisseur Howard Hawks besetzt. Sie spielte dabei – obwohl erst 16 Jahre alt – die Verlobte des von Gary Cooper gespielten Kriegshelden Alvin C. York. Sergeant York wurde für insgesamt elf Oscars nominiert. Unter der Regie von Michael Curtiz verkörperte sie 1942 in einem ähnlich erfolgreichen Film, Yankee Doodle Dandy, die Ehefrau des Broadway-Produzenten George M. Cohan, dargestellt von James Cagney. Häufig spielte Leslie auch die jüngere Schwester der Hauptfigur, etwa von Olivia de Havilland in The Male Animal (1942) oder von Ida Lupino in The Hard Way (1943). Als Partnerin von Fred Astaire trat Leslie 1943 in der Komödie The Sky’s the Limit (1943) auch musikalisch in Erscheinung. 1945 spielte sie die weibliche Hauptrolle in dem Film Rhapsodie in Blau über das Leben von George Gershwin. Während des Zweiten Weltkriegs war Leslie auch als freiwillige Helferin in der Hollywood Canteen tätig.

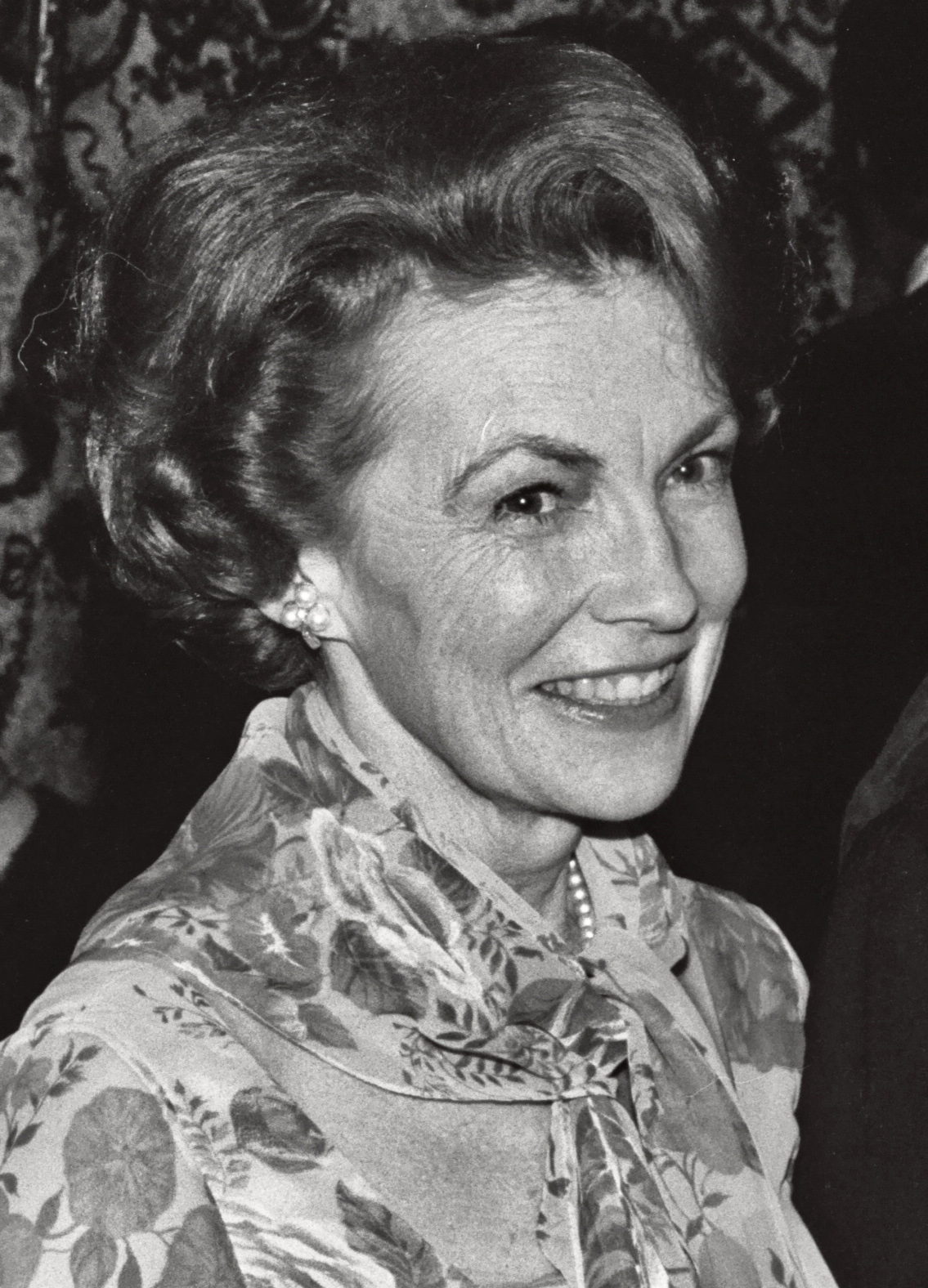
Joan Leslie (1979)

Joan Leslie zeigte sich Mitte der 1940er-Jahre zunehmend unzufrieden, da sie in einem immer gleichen Rollenmuster nur „junge Naive“ spielte. Sie ging vor Gericht, um aus ihrem Vertrag mit Warner Brothers herauszukommen. Das gelang ihr zwar, jedoch erhielt Leslie danach nur noch Angebote von kleineren Filmstudios: Warner-Brothers-Studioboss Jack L. Warner hatte sie auf eine schwarze Liste in Hollywood gesetzt. Sie drehte noch zahlreiche B-Movies – vor allem Western – bei kleineren Filmstudios, ihre letzte Kinorolle übernahm sie im Jahr 1956. Anschließend widmete sie sich hauptsächlich der Erziehung ihrer zwei Töchter. Bis Anfang der 1990er-Jahre übernahm Joan Leslie noch sporadisch Auftritte im Fernsehen, darunter in Serien wie Drei Engel für Charlie, Der unglaubliche Hulk, Simon & Simon und Mord ist ihr Hobby.
Von 1950 bis zu seinem Tod im Jahr 2000 war Joan Leslie mit Dr. William G. Caldwell verheiratet, mit dem sie zwei Kinder hatte. Ein Stern auf dem Hollywood Walk of Fame, Höhe 1560 Vine Street, erinnert an die Schauspielerin. Im Jahr 1999 gehörte sie zu den 250 Schauspielerinnen, die vom American Film Institute in die Vorauswahl für die Liste der 25 größten weiblichen Filmlegenden kamen. Joan Leslie starb am 12. Oktober 2015 im Alter von 90 Jahren in Los Angeles.

## Filmografie (Auswahl)
- 1936: Die Kameliendame (Camille)
- 1939: Ruhelose Liebe (Love Affair)
- 1939: Winter Carnival
- 1939: Sein Freund Sunset (Two Thoroughbreds)
- 1940: Der Auslandskorrespondent (Foreign Correspondent)
- 1940: Susan und der liebe Gott (Susan and God)
- 1941: Entscheidung in der Sierra (High Sierra)
- 1941: Von Stadt zu Stadt (The Wagons Roll at Night)
- 1941: Sergeant York (Sergeant York)
- 1942: Thema: Der Mann (The Male Animal)
- 1942: Yankee Doodle Dandy (Yankee Doodle Dandy)
- 1943: The Hard Way
- 1943: Thank Your Lucky Stars
- 1943: The Sky’s the Limit
- 1944: Hollywood Canteen
- 1945: Rhapsodie in Blau (Rhapsody in Blue)
- 1948: Silberkönig (Northwest Stampede)
- 1950: Born to be Bad
- 1951: Mann im Sattel (Man in the Saddle)
- 1952: Das Tor zur Hölle (Hellgate)
- 1952: Der Löwe von Arizona (Toughest Man in Arizona)
- 1953: Am Tode vorbei (Woman They Almost Lynched)
- 1953: Unternehmen Panthersprung (Flight Nurse)
- 1954: Kalifornische Sinfonie (Jubilee Trail)
- 1954: Die Hölle von Silver Rock (Hell’s Outpost)
- 1956: Bungalow der Frauen (The Revolt of Mamie Stover)
- 1965: Geächtet (Branded) (Fernsehserie, eine Folge)
- 1975: Police Story – Immer im Einsatz (Police Story) (Fernsehserie, eine Folge)
- 1978: Drei Engel für Charlie (Charlie’s Angels) (Fernsehserie, eine Folge)
- 1979: Der unglaubliche Hulk (The Incredible Hulk) (Fernsehserie, eine Folge)
- 1983: Simon & Simon (Fernsehserie, eine Folge)
- 1986: Street Hunter (Charley Hannah) (Fernsehfilm)
- 1988: Mord ist ihr Hobby (Murder, She Wrote, Fernsehserie, eine Folge)
- 1989: Mord um Mitternacht (Turn Back the Clock) (Fernsehfilm)
- 1991: Grüße aus dem Jenseits (Shades of LA) (Fernsehserie, eine Folge)
- 1991: Ein Licht in der Dunkelheit (Fire in the Dark) (Fernsehfilm)